# Symlek

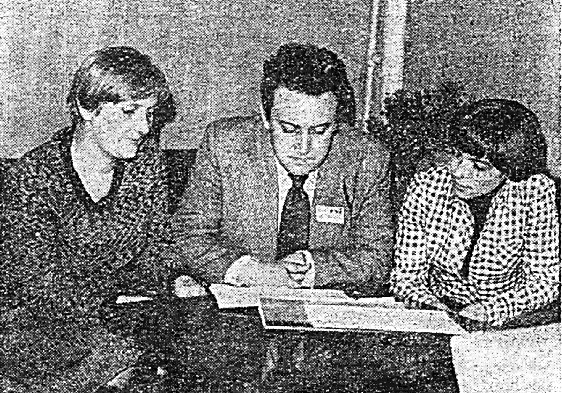
Projektantki systemu: mgr Zofia Stramska (z lewej), mgr Barbara Illukowicz (z prawej), w środku dyrektor ZETO Olsztyn mgr Bogusław Guźlak

SYMLEK (System Automatycznej Oceny Hodowlanej Krów) – ogólnopolski system informatyczny obejmujący wszystkie zagadnienia związane z oceną bydła mlecznego. Prace nad nim zapoczątkowano w 1972 roku. Właścicielem zbiorczej bazy danych jest Krajowe Centrum Hodowli Zwierząt (dokonano cesji na Polską Federację Hodowców Bydła i Producentów Mleka), a nadzór informatyczny sprawuje ZETO Olsztyn. 
Działanie systemu reguluje ustawa z dnia 12 marca 2004 roku o zmianie ustawy o organizacji hodowli i rozrodzie zwierząt gospodarskich (Dz.U. z 2004 r. nr 91, poz. 866).

## Historia
Projektantkami są Zofia Stramska i Barbara Illukowicz z ZETO Olsztyn, które opracowywały ten system w latach 1972-1975. System składał się z dwóch podsystemów oceny wartości krowy. Oceniany był stan użytkowy oraz wartość hodowlana. Elementami oceny były: ilość udojonego mleka, zawartość tłuszczu i białka w mleku, płodność, zużycie, wykorzystanie paszy. Dane zbierane były co miesiąc. Początkowo system wdrażany był na komputerach serii Odra 1300 (system operacyjny GEORGE-2), następnie na maszynach Jednolitego Systemu (system operacyjny DOS). Językiem programowania był COBOL. System SYMLEK jest stale modernizowany. Aktualnie system jest eksploatowany na procesorze mainframe IBM zSeries pracującym pod kontrolą systemu operacyjnego z/OS. SYMLEK w obecnej wersji wykorzystuje bazę danych ADABAS (język programowania  NATURAL). Jednostki zajmujące się nadzorem nad hodowlą oraz hodowcy indywidualni mają dostęp do bazy (zgodnie z systemem uprawnień) poprzez Internet (technologia ApplinX firmy Software AG).
Odbiorcami systemu były m.in. Centralna Stacja Hodowli Zwierząt w Warszawie, Okręgowa Stacja Hodowli Zwierząt w Olsztynie, Kętrzyńskie Zjednoczenie Rolniczo-Przemysłowe, Zjednoczenie PGR w Olsztynie. Od 1977 został wprowadzony w całym kraju. Był największym systemem informatycznym w polskim rolnictwie na początku lat 80. XX wieku. W 1980 obejmował 17 stacji i ponad 1 mln krów, na początku XXI wieku obejmował 650 000 krów z 18 000 gospodarstw oraz 9 mln krów w bazach archiwalnych.

## Nagrody
- Za opracowanie systemu Symlek przedsiębiorstwo ZETO Olsztyn otrzymało nagrodę ministra rolnictwa I stopnia (1977 rok, min. Kazimierz Barcikowski)[4].